# 김범서
김범서(金凡瑞, 2004년 4월 6일 ~ )는 대한민국의 바둑 기사이다.

## 약력
제주도 출신으로 8세경인 2011년에 바둑에 입문했다. 2016년부터 한국기원 연구생 생활을 시작했고, 입단 준비를 위해 중학교를 자퇴했다. 2021년 5월, 제147회 연구생 입단대회에서 최정관과 이의현 등을 누르고 입단에 성공했다. 같은 해 9월, 제2기 이붕배 신예 최고위전 결승에 진출하여, 현유빈을 꺾고 신예기전 최단기간 우승 기록을 세우면서, 한국기원 승단 규정에 따라 2단으로 승단했다. 2025년에 6단으로 승단했다.